# Myiomma albalata
Myiomma albalata és una espècie de heteròpter de la família Miridae. El nom científic de l'espècie va ser publicat per primera vegada per Namyatova & Cassis el 2016. L'estat actual del nom de tàxon està marcat definitivament com a acceptat (accepted) tant a GBIF (Global Biodiversity Information Facility) com a ZooBank (International Commission on Zoological Nomenclature).